# Anna Cleaver
Anna Cleaver es una deportista neozelandesa que compitió en acuatlón. Ganó una medalla de bronce en el Campeonato Mundial de Acuatlón de 2003.

## Palmarés internacional
| Campeonato Mundial | Campeonato Mundial          | Campeonato Mundial | Campeonato Mundial |
| Año                | Lugar                       | Medalla            | Prueba             |
| ------------------ | --------------------------- | ------------------ | ------------------ |
| 2003               | Queenstown ( Nueva Zelanda) | Medalla de bronce  | Individual         |